# Де Бек (Колорадо)
Де Бек (енгл. De Beque) град је у америчкој савезној држави Колорадо.

## Демографија
По попису из 2010. године број становника је 504, што је 53 (11,8%) становника више него 2000. године.
| Група             | 2000.       | 2010.       |
| Белци             | 439 (97,3%) | 462 (91,7%) |
| Афроамериканци    | 0 (0,0%)    | 0 (0,0%)    |
| Азијати           | 0 (0,0%)    | 0 (0,0%)    |
| Хиспаноамериканци | 9 (2,0%)    | 34 (6,7%)   |
| Укупно            | 451         | 504         |